# Tauramena
Tauramena est une municipalité située dans le département de Casanare, en Colombie.